# Реми Бело
Ремѝ Бело̀ (на френски: Rémy Belleau) е френски поет.

## Биография
Роден е през 1528 година в Ножан о Перш в благородническо семейство. Към 1553 година отива в Париж, където учи в колежа „Кокре“, заедно с Пиер дьо Ронсар и Жоашен дю Беле, и става част от литературната група „Плеяда“.
Реми Бело умира на 6 март 1577 година в Париж.

### Поезия
- La bergerie, Paris, G. Gilles, 1565, 127 p.
- Chant pastoral de la paix, Paris, A. Wechel, 1559
- Épithalame sur le mariage de Monseigneur le duc de Lorraine et de Madame Claude, fille du roy, chanté par les nymphes de Seine et de Meuse, Paris, A. Wechel, 1559, 15 p.
- Sylva cui titulus Veritas fugiens ex R. Bellaquei gallicis versibus latina facta a Florente Christiano, Lutetiæ, ex officina R. Stephani, 1561
- Les Amours et nouveaux échanges des pierres précieuses, Paris, M. Patisson, 1576
- l'Eschole de Salerne en vers burlesques et poema macaroanicvm de bello Hvgvenortica, traduit par Louis Martin en 1660

### Преводи
Rémy Belleau a traduit en vers :
- Les odes d'Anacréon: traduites de grec en françois, par Rémy Belleau, ensemble de quelques petites hymnes de son invention (trad. Rémy Belleau), Paris, A. Wechel, 1556
- L' Ecclésiaste
- Le Cantique des cantiques.